# Улгий
Улгий (устаревшее русское наименование Ба́ян-У́лэгэй, до 1989 года по-русски назывался Улэгэй; монг. Өлгий, ᠥᠯᠦᠭᠡᠢ [oɮˈɡiː] — «колыбель», каз. Өлке / Ölke [œlˈkɛ]) — город в Монголии. Административный центр и крупнейший город аймака Баян-Улгий. Является самым западным городом Монголии и самым удалённым городом от столицы Улан-Батора.

## География
Расположен в крайней западной части Монголии, в 1709 километрах от столицы страны Улан-Батора, 80 километрах от границы с Россией и в 130 километрах от границы с Китаем. Город лежит в урочище Улгийн-Тал по обе стороны от реки Кобдо-Гол (Ховд), большей частью на её южном берегу. Со всех сторон окружён горами Монгольского Алтая, высотой до 3000 метров: Урд-Бухен-Уул (2790 м), Ар-Бухен-Уул (2625 м), Ямаат-Уул (2408 м), Овгор (2384 м) и другие. Ближайшие населённые пункты: Сагсай (в 23 километрах к юго-западу), Улан-Хус (в 40 километрах к северо-западу), Бугат (в 2 километрах к востоку) и Алтанцугц (в 8 километрах к востоку).
Климат Улгия пустынный (классификация климатов Кёппена — BWk), с сухой, практически бесснежной и продолжительной зимой и коротким и тёплым летом. Сумма осадков незначительна; большая из них выпадает летом.

## Архитектура
Дома в основном одноэтажные с плоскими крышами. В центральной части города находится множество административных зданий от одного до пяти этажей, а также жилые многоквартирные дома от двух до семи этажей. Часть многоэтажных зданий эпохи 1940 — 60 годов, часть зданий 1990—2000 годов.

## Климат
Климат аридный, большинство осадков выпадает летом. Город расположен в средних широтах, но из-за высотности лишь три-четыре месяца в году средняя температура выше +10°С, зима длится около 5 месяцев. По Кёппену — холодный пустынный климат (BWk).
| Показатель                    | Янв.  | Фев.  | Март  | Апр.  | Май  | Июнь | Июль | Авг. | Сен.  | Окт.  | Нояб. | Дек.  | Год   |
| ----------------------------- | ----- | ----- | ----- | ----- | ---- | ---- | ---- | ---- | ----- | ----- | ----- | ----- | ----- |
| Абсолютный максимум, °C       | 4,2   | −0,2  | 16,8  | 23,2  | 29,3 | 31,6 | 32,0 | 32,3 | 26,5  | 20,9  | 12,8  | 8,5   | 32,3  |
| Средний суточный максимум, °C | −10,7 | −6,9  | 1,2   | 9,0   | 16,1 | 21,2 | 22,6 | 21,2 | 15,5  | 6,9   | −2,4  | −9,2  | 7,0   |
| Средняя температура, °C       | −17,1 | −14,7 | −6,7  | 1,7   | 9,3  | 14,6 | 16,3 | 14,5 | 8,6   | 0,1   | −8,5  | −15   | 0,3   |
| Средний суточный минимум, °C  | −22,6 | −21,1 | −13,6 | −5,1  | 3,0  | 8,3  | 10,4 | 8,6  | 2,7   | −4,9  | −13,7 | −20,2 | −5,7  |
| Абсолютный минимум, °C        | −37,9 | −40,2 | −34   | −20,8 | −10  | −2,3 | 0,6  | −3   | −16,5 | −23,5 | −32,9 | −36   | −40,2 |
| Норма осадков, мм             | 0,6   | 0,5   | 1,3   | 4,5   | 10,6 | 25,0 | 34,0 | 20,0 | 12,5  | 3,0   | 0,7   | 1,0   | 113,7 |
| Источник:                     |       |       |       |       |      |      |      |      |       |       |       |       |       |

## Транспорт
В 3 километрах к западу от Улгий расположен аэропорт Улгий с неукреплённой взлётно-посадочной полосой (ULG/ZMUL). Из аэропорта компанией Aero Mongolia и Hunnu Air на самолётах Fokker 50 совершаются регулярные рейсы в Улан-Батор и, компанией SCAT, рейсы в Алма-Ату (Казахстан) через Усть-Каменогорск.
В городе отсутствует маршрутная транспортная сеть, передвижение по городу осуществляется на такси (легковые автомобили, мотоциклы и мопеды).
В районе городского рынка располагается стоянка транспортных средств, откуда осуществляются рейсы на микроавтобусах в некоторые города Казахстана, в Барнаул, Горно-Алтайск, в Ховд, а также во все сомоны аймака Баян-Улгий.

## Население
За последние 40 лет население города увеличилось в несколько раз. Если в 1963 году в Улгие проживало всего 8,1 тысяч человек, то в 2000 году здесь было уже 28 060 жителей, а в 2008 году — 28 496 человек. Это единственный город Монголии, в котором бо́льшую часть населения составляют казахи.

## Промышленность и достопримечательности
Промышленность города представлена текстильными (шерстяными), швейными и пищевыми предприятиями.
В городе находится множество автомобильных заправочных станций и одна автогазозаправочная станция.
Из достопримечательностей есть стадион, мечеть, краеведческий музей, парк аттракционов и обзорная площадка на горе с видом на город.
В краеведческом музее на трёх этажах представлены множество экспонатов истории аймака Баян-Улгий, можно получить экскурсию на монгольском, казахском и русских языках.
Обзорная площадка располагается на вершине одной из гор северо-западнее города. На площадку ведёт бетонированная лестница, а на самой площадке имеется беседка. С площадки открывается прекрасный вид на город.

## Галерея

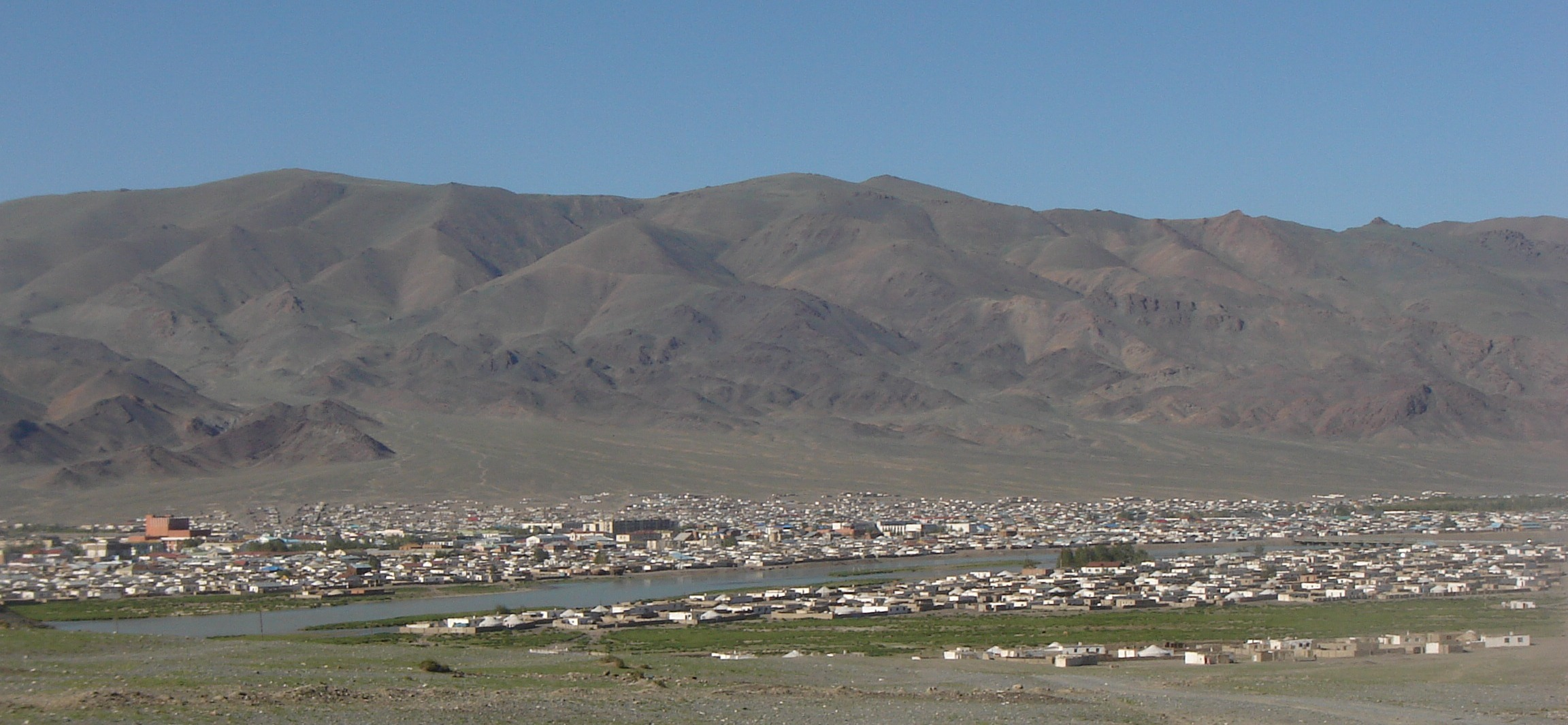
Панорама города
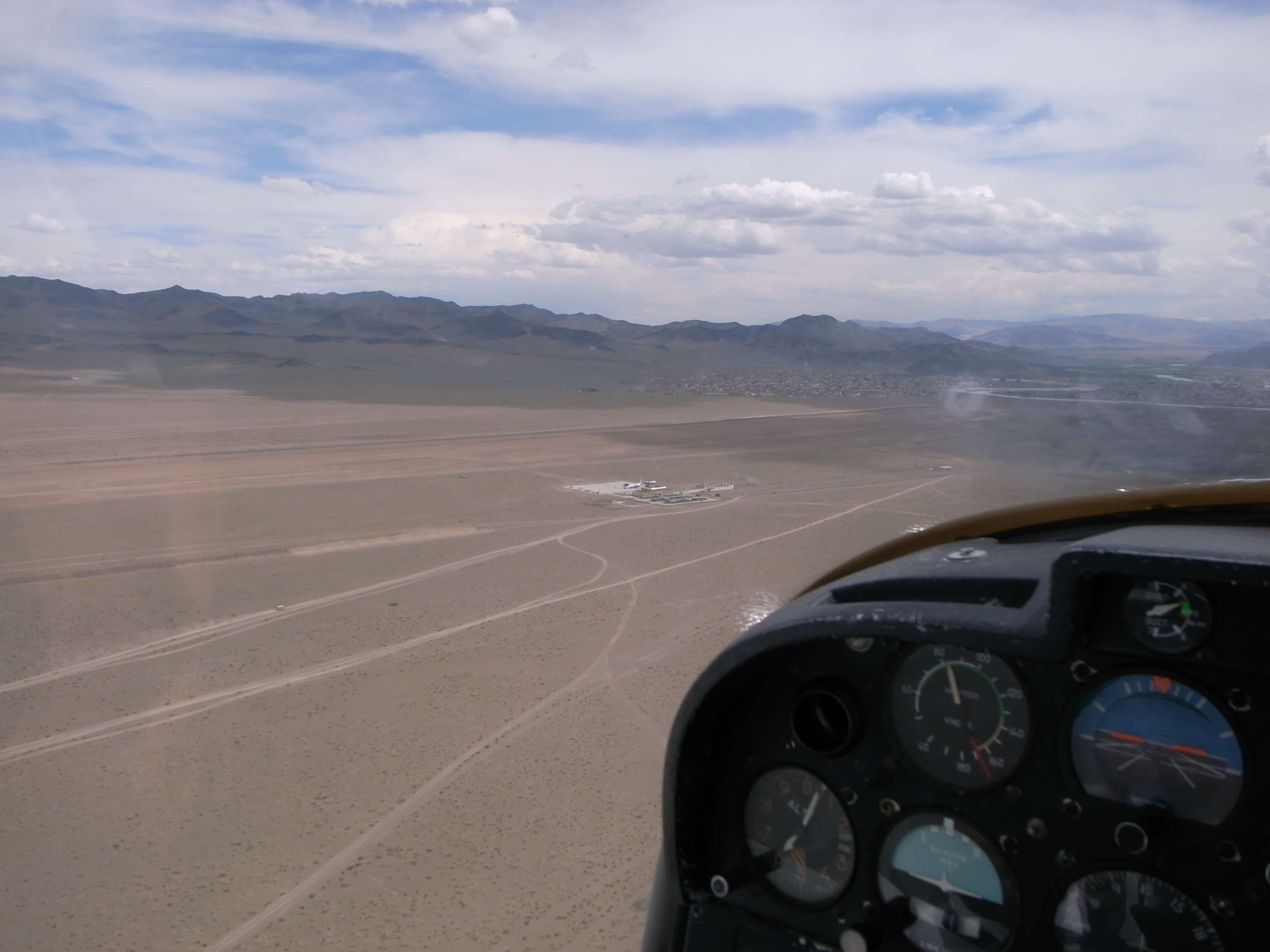
Аэропорт Улгий (на заднем плане виден сам город и река)
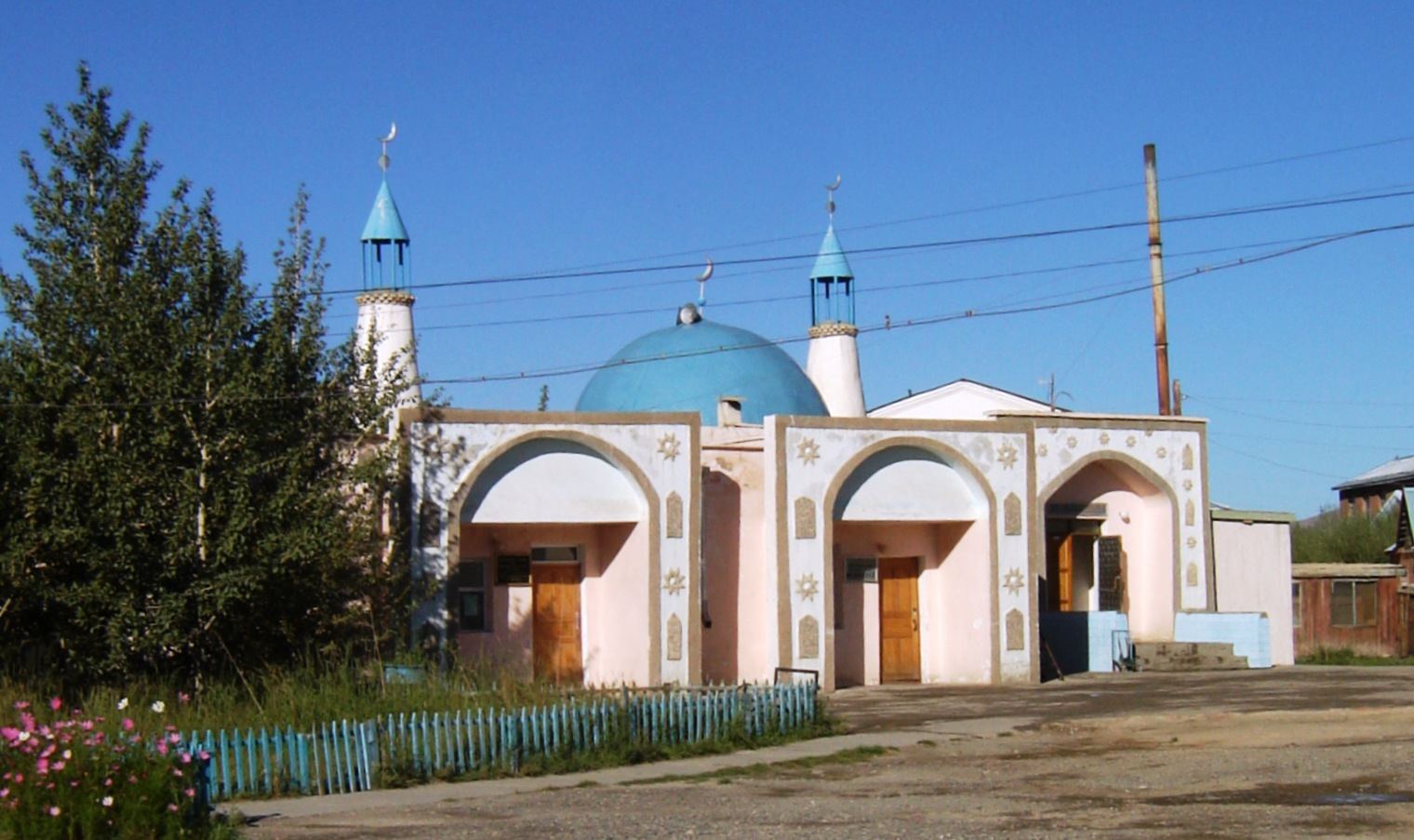
Городская мечеть